# Jan Tysiewicz
 (août 2018).
Si vous disposez d'ouvrages ou d'articles de référence ou si vous connaissez des sites web de qualité traitant du thème abordé ici, merci de compléter l'article en donnant les références utiles à sa vérifiabilité et en les liant à la section « Notes et références ».
Jan Tysiewicz, (pseudonyme de Władysław Roch Mieczysław Niewiarowicz) né le 16 mai 1814 à Marejbeliski près de Minsk et mort le 15 janvier 1891 à Montmorency (Val-d'Oise), est un peintre et illustrateur polonais.

## Biographie
Władysław Roch Mieczysław est le fils de Joachim et Tekla Niewiorsjanska.
Pour des raisons inconnues, il utilise le pseudonyme de Jan Tysiewicz.
Après l'Insurrection de novembre 1830, il part pour Cracovie, puis émigre à Lviv, Vienne, puis s'installe à Paris, à Montmorency, où il fait l'acquisition de la villa "Thecla". Il épouse Sabine Gorecki.
Il illustre la publication à Paris en 1851 les poèmes d'Adam Mickiewicz Grażyna et Conrad Wallenrod pour les traductions en français et en anglais. Il a également peint des portraits. 
À sa mort, il lègue la propriété de Montmorency à l'institut national des Ossoliński (en faveur des jeunes artistes polonais). 

## Galerie

Œuvres de Jan Tysiewicz
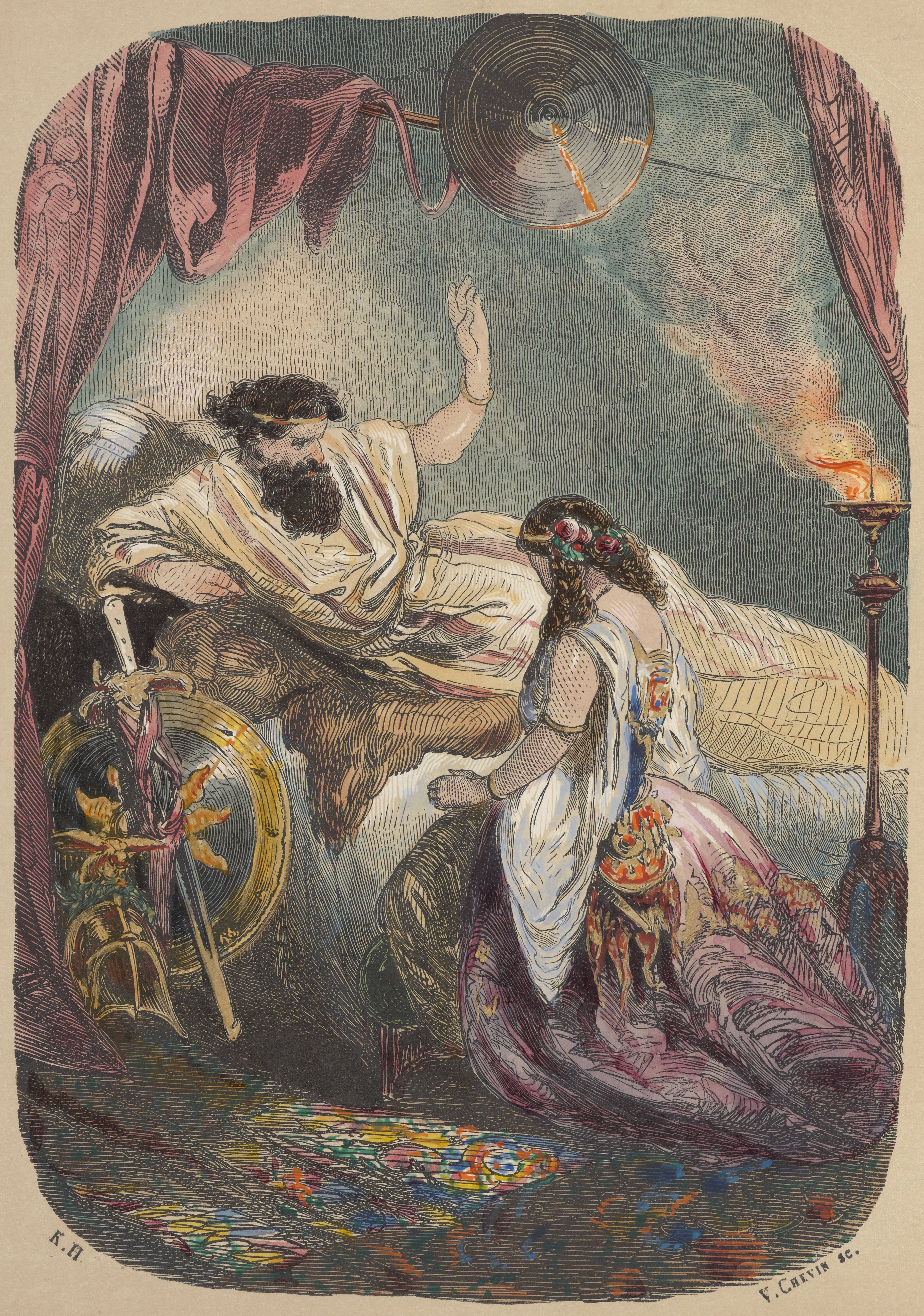
Grażyna auprès du prince
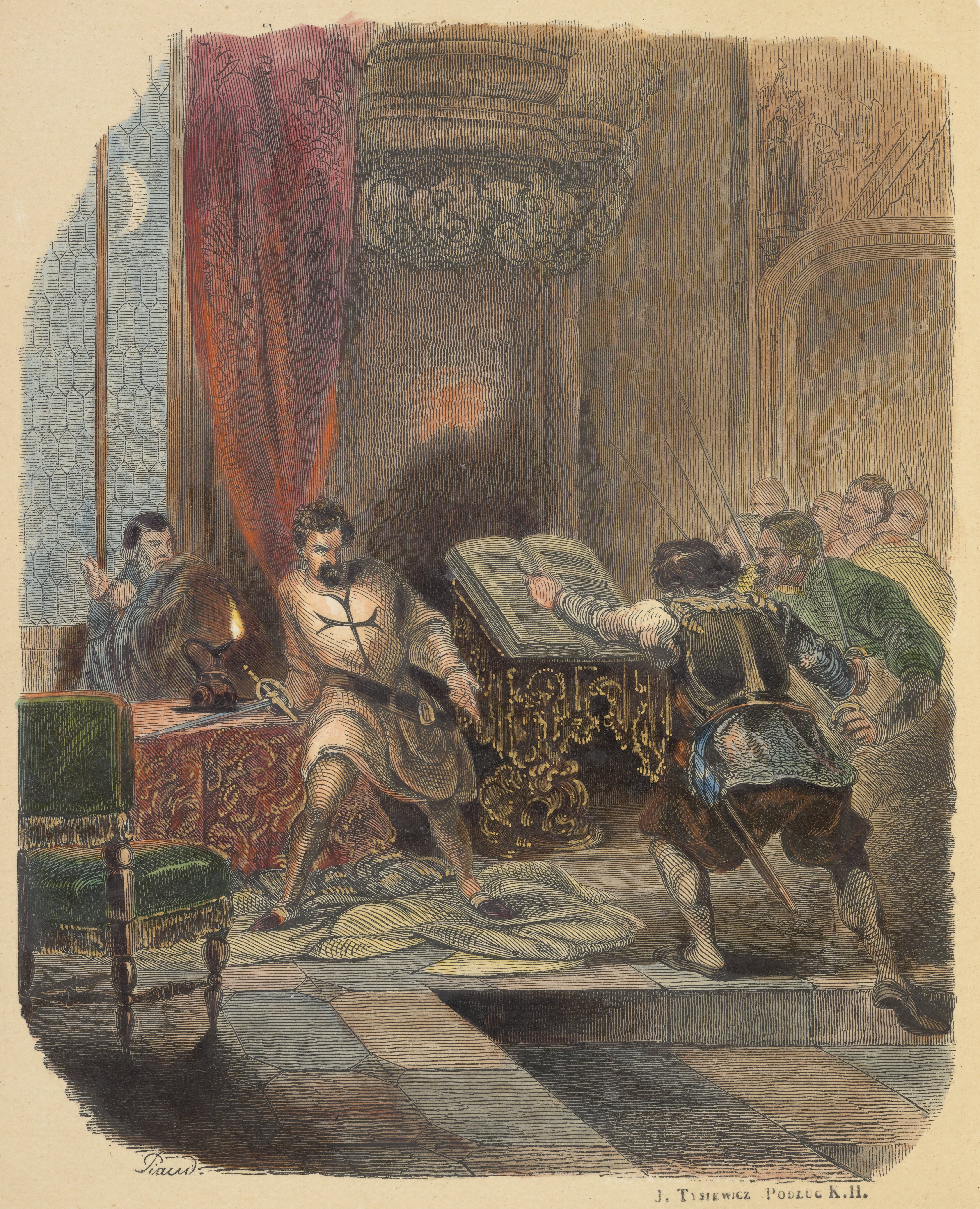
Illustration de Conrad Wallenrod
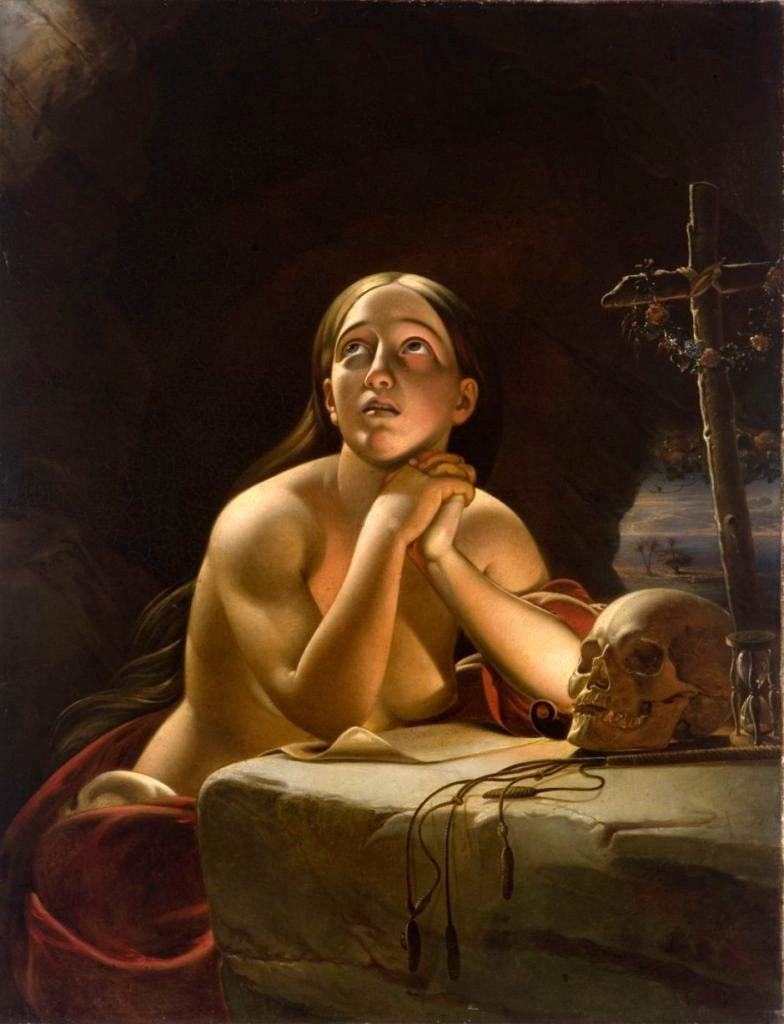
Marie Madeleine pénitente